# Taylon
Taylon Vinicius dos Santos Carvalho, noto semplicemente come Taylon (28 marzo 2000), è un calciatore brasiliano, difensore del Bishkek City.

## Caratteristiche tecniche
Può essere impiegato come difensore centrale o terzino destro.

## Carriera
Cresciuto nel settore giovanile del Goiás, debutta in prima squadra il 22 novembre 2020 scendendo in campo da titolare nell'incontro di Série A vinto 1-0 contro il Palmeiras.

## Statistiche
Statistiche aggiornate al 27 maggio 2023.

### Presenze e reti nei club
| Stagione        | Squadra         | Campionato      | Campionato | Campionato | Coppe nazionali | Coppe nazionali | Coppe nazionali | Coppe continentali | Coppe continentali | Coppe continentali | Altre coppe | Altre coppe | Altre coppe | Totale | Totale | Totale |
| Stagione        | Squadra         | Comp            | Pres       | Reti       | Comp            | Pres            | Reti            | Comp               | Pres               | Reti               | Comp        | Pres        | Reti        | Pres   | Reti   |        |
| --------------- | --------------- | --------------- | ---------- | ---------- | --------------- | --------------- | --------------- | ------------------ | ------------------ | ------------------ | ----------- | ----------- | ----------- | ------ | ------ | ------ |
| 2020            | Goiás           | PD/GO+A         | 1+9        | 0          | CB              | 0               | 0               |                    | -                  | -                  |             | -           | -           | 10     | 0      |        |
| 2021            | Goiás           | PD/GO           | 1          | 0          | CB              | 1               | 0               |                    | -                  | -                  |             | -           | -           | 2      | 0      |        |
| 2021            | América-RN      | D               | 1          | 0          | CB              | 0               | 0               |                    | -                  | -                  |             | -           | -           | 1      | 0      |        |
| 2022            | Jaraguá         | SD/GO           | 2          | 0          |                 | -               | -               |                    | -                  | -                  |             | -           | -           | 2      | 0      |        |
| 2022            | Uruaçu          | TD/GO           | 6          | 0          |                 | -               | -               |                    | -                  | -                  |             | -           | -           | 6      | 0      |        |
| 2023            | Nova Mutum      | PD/MT           | 9          | 0          | CB              | 2               | 0               |                    | -                  | -                  |             | -           | -           | 11     | 0      |        |
| Totale carriera | Totale carriera | Totale carriera | 29         | 0          |                 | 3               | 0               |                    | -                  | -                  |             | -           | -           | 32     | 0      |        |